# Usmajac
Usmajac är en ort i Mexiko.   Den ligger i kommunen Sayula och delstaten Jalisco, i den centrala delen av landet, 500 km väster om huvudstaden Mexico City. Usmajac ligger 1 364 meter över havet och antalet invånare är 6 627.
Terrängen runt Usmajac är kuperad åt sydost, men åt nordväst är den platt. Runt Usmajac är det ganska glesbefolkat, med 34 invånare per kvadratkilometer. Närmaste större samhälle är Sayula, 6,3 km väster om Usmajac. I omgivningarna runt Usmajac växer huvudsakligen savannskog.